# ルベン・カノ
ルベン・アンドレス・カノ・マルティネス（Rubén Andrés Cano Martínez、1951年2月5日 - ）は、アルゼンチン・メンドーサ州サン・ラファエル出身の元サッカー選手。ポジションはFW。元スペイン代表。

## クラブ経歴
1970年、CAアタランタでプロデビューを果たした。1974年、エルチェCFの監督に就任したネストル・ロッシに誘われる形でスペインへ渡った。また、エルチェに加入する際、カノの父親がアンダルシア州のアルメリア出身だったことからスペイン国籍を取得した。
1976年、アトレティコ・マドリードに移籍した。移籍1シーズン目には、リーグ戦33試合に出場して19ゴールを挙げ、クラブのラ・リーガ優勝に貢献した。同郷のルベン・アジャラとコンビを組んだことで加入後5シーズン連続のリーグ戦2桁得点を記録し続けたカノだったが、1981-82シーズンはウーゴ・サンチェスとマルコス・アロンソにレギュラーの座を奪われたことで、同シーズン終了後にアトレティコ・マドリードを退団した。
アトレティコ退団後は、1982年にCDテネリフェ、1985年にラージョ・バジェカーノへと移籍し、1987年に現役を引退した。

## 代表経歴
1977年4月16日、1978 FIFAワールドカップ予選のルーマニア代表戦にて、スペイン代表デビューを果たした。また、この試合後、報道陣に対して、当時アルゼンチン代表の監督だったセサル・ルイス・メノッティからアルゼンチン代表入りを打診されたが、スペイン代表を選択したことを明かした。
1977年11月30日、同じく1978 FIFAワールドカップ予選として行われた、勝利すれば本大会出場が確定するユーゴスラビア代表との試合にて、カノはこの試合唯一となる得点を挙げ、スペイン代表にワールドカップ出場をもたらした。

## タイトル

### クラブ
アトレティコ・マドリード
- ラ・リーガ : 1回 (1976-77)